# Matino rosato
Il Matino rosato è un vino DOC la cui produzione è consentita nella provincia di Lecce.

## Caratteristiche organolettiche
colorerosa intenso con lievi riflessi giallo-oro dopo il primo anno.
odoreleggermente vinoso.
saporesecco, caratteristico, armonico.

## Produzione
Provincia, stagione, volume in ettolitri
- Lecce (1990/91) 543,0
- Lecce (1991/92) 515,0
- Lecce (1992/93) 1073,59
- Lecce (1993/94) 1326,63
- Lecce (1994/95) 506,5
- Lecce (1995/96) 548,08
- Lecce (1996/97) 515,45